# David Pegg
David Pegg (ur. 20 września 1935 w Doncasterze, zm. 6 lutego 1958 w Monachium) – angielski piłkarz występujący na pozycji lewego pomocnika, gracz Manchesteru United. Jeden z tzw. Dzieci Busby’ego, młodego zespołu budowanego przez menedżera Matta Busby’ego w połowie lat 50. Był w gronie ośmiu zawodników, którzy zginęli w katastrofie lotniczej w Monachium.
Po dobrych występach w szkolnej reprezentacji Anglii, 16-latek otrzymał oferty z wielu drużyn, jednak wyszukiwacz talentów w Manchesterze United, Joe Armstrong, zdołał przekonać zawodnika do podpisania kontraktu z klubem z Lancashire. W drużynie zadebiutował w 1952 w spotkaniu z Middlesbrough. Imponował wyszkoleniem technicznym i umiejętnością strzelania z dystansu. Mimo to w zespole był rezerwowym, najczęściej wchodził na zmiany za swojego konkurenta do gry, Alberta Scanlona. Był jednak liderem drużyny młodzieżowej, z którą to w latach 1954 i 1956 zdobył Młodzieżowy Puchar Anglii. Z pierwszym zespołem dwukrotnie zwyciężył w rozgrywkach ligowych. W barwach klubu rozegrał 127 spotkań, zdobywając 24 gole. Zginął 6 lutego 1958 w katastrofie lotniczej w Monachium, wraz z siedmioma kolegami z drużyny. W katastrofie życie straciły łącznie 23 osoby. Został pochowany na Redhouse Cemetery w Doncasterze. Jego pamięci zostało poświęcone krzesło w Kościele Św. Jerzego w Highfields, po zamknięciu którego przeniesiono je do Kościoła Wszystkich Świętych w Woodlands, będącego obecnie wspólnym dla obu miejscowości.

## Literatura
- Lipoński, Seweryn (2007). Seria „Słynne kluby piłkarskie – Manchester United”. Biblioteka Gazety Wyborczej. ISBN 978-83-7552-054-5 (seria – ISBN 978-83-7552-058-3)